# Кегорновы мортиры
Кегорновы мортиры — лёгкие мортиры, изобретённые Менно ван Кугорном в 1674 году. 
Они применялись для обстреливания осадных работ гранатами, а также для поражения с близких дистанций осажденных. Их калибр составлял около 6 дюймов, дальность стрельбы  — около 1 километра. Они помещались на легком переносном деревянном станке и их могли перемещать два человека, хотя практичнее было делать это силами расчета из четырех солдат.
Кегорновы мортиры представляли чрезвычайно полезное средство борьбы при «постепенной атаке», и поэтому повсюду были введены в состав осадной и крепостной артиллерий, просуществовав до введения нарезной артиллерии. 
При осаде Бонна в 1703 году таких мортир было выставлено 500 штук и в 3 дня под их огнем крепость была принуждена сдаться. Огромную роль сыграли они и при осаде Граве в 1674 году.
Последний раз мортиры Кегорна применялись в начале Первой мировой войны, когда развернулась окопная война, и стало очевидно, что британцам нечего было противопоставить немецким минометам. Так как аналогичное эффективное британское оружие ещё разрабатывалось, полковник Тоби Роулинсон приобрел у французской армии 40 устаревших минометов Кегорна, которые в его честь стали называть «минометы Тоби». Они использовались в битвах при Нев-Шапель и в битве при Оберсе весной 1915 года и были быстро списаны после появления новых минометов Стокса позже в том же году.